# Саятов, Марат Хусаинович
Марат Хусаинович Саятов (каз. Марат Хұсайынұлы Саятов, 10.02.1937 — 17.07.2020) — советский и казахстанский вирусолог, академик НАН РК.

## Биография
Родился 10 февраля 1937 года в селе Дзержинск Андреевского района Алматинской области в семье военнослужащего.
В 1960 году окончил санитарно-гигиенический факультет Казахского государственного медицинского института.
В Институте микробиологии и вирусологии Академии наук КазССР: аспирант (1960—1963, руководитель академик Х. Ж. Жуматов), младший научный сотрудник, старший научный сотрудник, заведующий лабораториями общей вирусологии (1973—1996) и экологии вирусов (1996—2006).
Первым в СССР в 1986 году защитил докторскую диссертацию по куриному гриппу («Экология и иммунология вирусов гриппа А (H1N1), циркулирующих сред и диких птиц и населения Казахской ССР»).
Доктор биологических наук (1987), профессор (1988), член-корреспондент НАН РК (1994), академик HAH PK (2003).

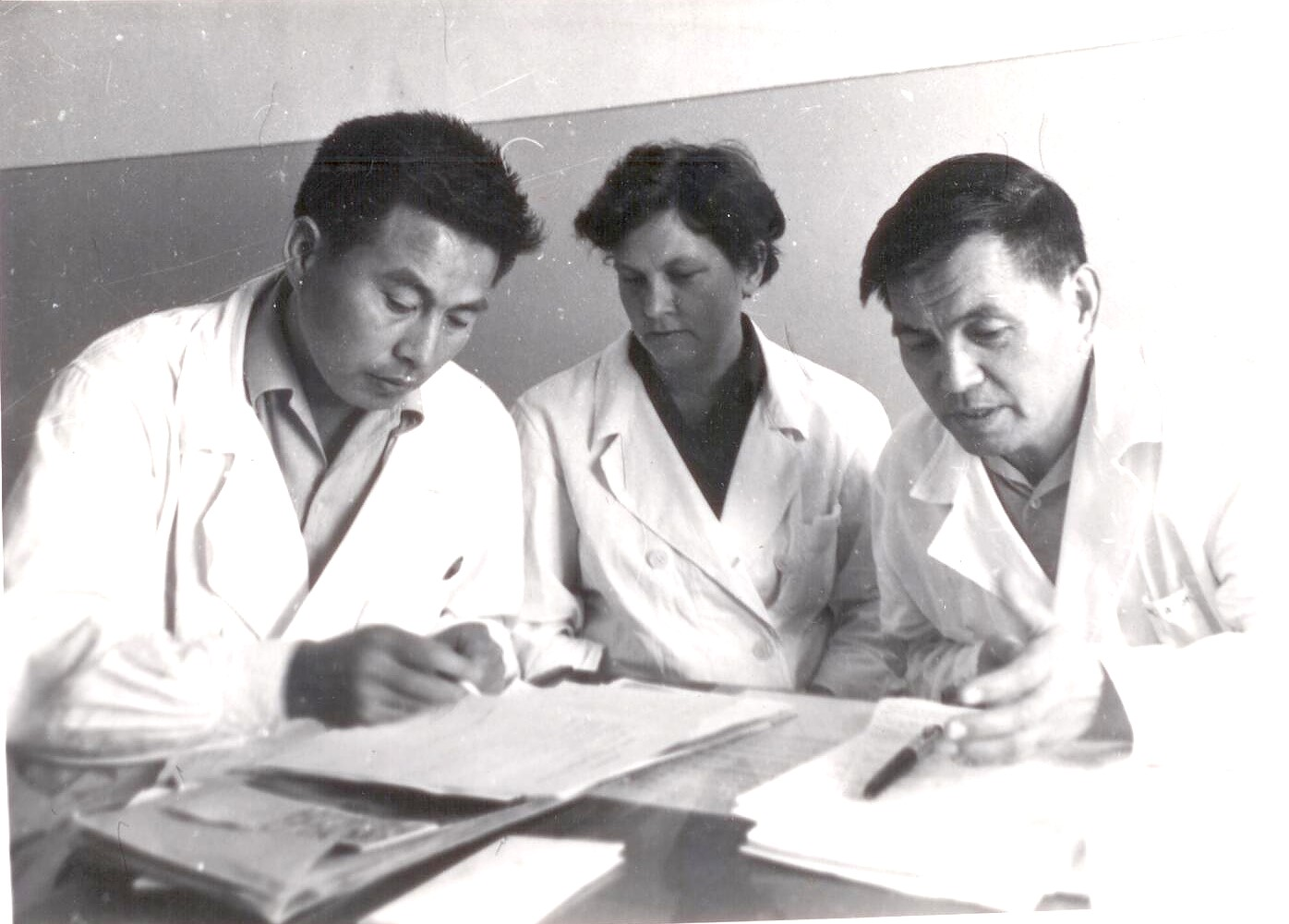
Саятов и Хамза Жуматов в лаборатории в 1965 г.

Автор более 400 научных работ, в том числе 2 монографий, русско-казахского терминологического словаря по вирусологии, иммунологии, генетике и молекулярной биологии. Получил 40 авторских свидетельств и патентов на изобретения.
Награждён медалями «За трудовое отличие», «Ветеран труда», «Ерен еңбегi үшiн», знаком «Изобретатель СССР».
Умер 17 июля 2020 года от коронавируса, похоронен на Кенсайском кладбище Алматы.
Сочинения:
- Антительные эритроцитарные иммунореагенты в диагностике вирусных инфекций / [М. Х. Саятов, Б. В. Каральник, Т. В. Кирющенко и др.]; Под общ. ред. М. Х. Саятова, Б. В. Каральника; АН КазССР, Ин-т микробиологии и вирусологии, Ин-т эпидемиологии, микробиологии и инфекц. болезней. — Алма-Ата : Наука КазССР, 1990. — 134,[2] с.; 20 см; ISBN 5-628-00482-0
- Факторы и механизмы противовирусного иммунитета [Текст] / И. Х. Шуратов , М. Х. Саятов . — Алма-Ата : Наука, 1985. — 166 с. : ил.

## Литература

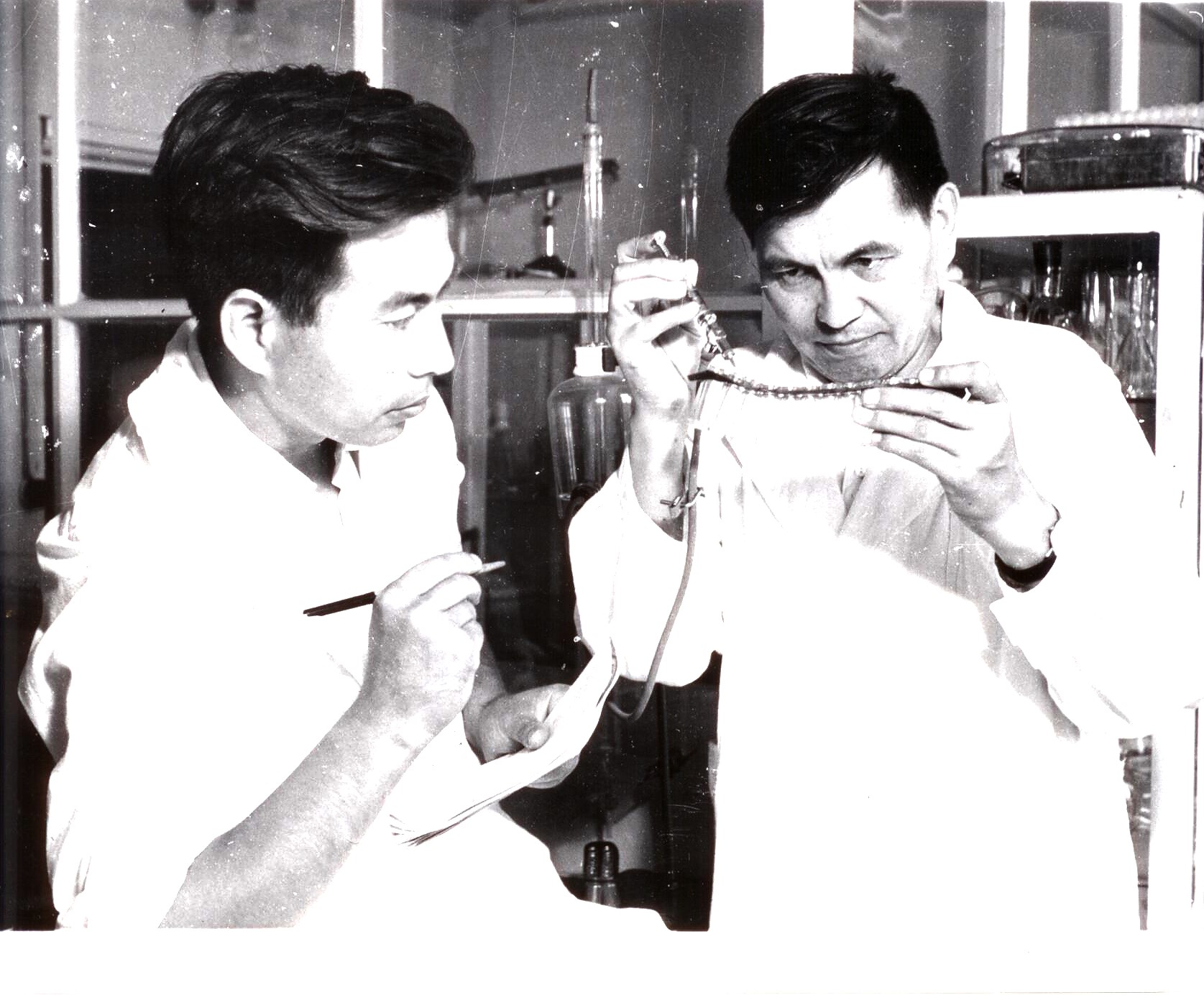
Саятов и Хамза Жуматов в лаборатории в 1965 г.